# Marijan Hrisztov
Marijan Hrisztov (bolgár nyelven: Мариян Христов) (Botevgrad, 1973. július 29. –) bolgár válogatott labdarúgó, edző.

## Pályafutása
Karrierje során szerepelt a Balkan Botevgrad, a Szlavija Szofija, a Levszki Szofija, az Kaiserslautern és a VfL Wolfsburg együtteseiben.
1996 és 2007 között volt a bolgár labdarúgó-válogatott tagja 45 mérkőzésen. A válogatott tagjaként részt vett a 2004-es Európa-bajnokságon, illetve az 1998-as világbajnokságon.

## Válogatott góljai
| #  | Dátum                | Stadion                                     | Ellenfél | Gól | Eredmény | Kiírás               |
| -- | -------------------- | ------------------------------------------- | -------- | --- | -------- | -------------------- |
| 1. | 1996. november 8.    | Racsamangala Stadion, Bangkok               | Thaiföld | 1–0 | 4–0      | Barátságos mérkőzés  |
| 2. | 1996. november 8.    | Racsamangala Stadion, Bangkok               | Thaiföld | 2–0 | 4–0      | Barátságos mérkőzés  |
| 3. | 2001. április 25.    | Ullevaal Stadion, Oslo                      | Norvégia | 1–0 | 1–2      | Barátságos mérkőzés  |
| 4. | 2003. szeptember 10. | Camp d’Esports d’Aixovall, Andorra la Vella | Andorra  | 3–0 | 3–0      | 2004-es Eb selejtező |

## Sikerei, díjai
- Kaiserslautern
  - Német bajnok: 1997–98